# Sac à sel
Le sac à sel ou namakdan (persan : نمکدان , namakdān) est un produit textile, utilisé par les nomades (entre autres, la tribu Bakhtiari) pour conserver du sel à usage alimentaire, mais aussi le sel destiné aux ovins et aux caprins. Le sac à sel est aussi utilisé pendant la migration nomade, principalement en Iran, en Caucase, en Afghanistan, en Azerbaïdjan.  

## Description
Le sel est récolté sous forme de blocs dans les mines de sel, présentes en grand nombre dans les monts Zagros; puis il est écrasé à l'aide d'une grosse pierre cylindrique. Il est ensuite conservé dans les namakdān (en persan : نمکدان / namakdān, ou tiyar, en dialecte lori). Ce sac, destiné à un usage spécifique, est en laine avec un l'intérieur en tissu : ces matériaux permettant au sel de « respirer » et évacuer l'humidité.
Chez le peuple nomade Bakhtiaris, comme chez nombreux peuples moyen-orientaux, le sel a aussi une symbolique et permet d'éloigner le mauvais œil : raison pour laquelle le sac qui le contient est orné de décorations géométriques, du boteh à fleurs et des figuratives zoomorphes, comme le chien en course. Ces décorations sont des claires représentations symboliques de l'artisanat tribal du Moyen-Orient. Le dos du sac est généralement travaillé à kilim et, pour en renforcer la base, on utilise la technique des nœuds symétriques. 
La forme du sac à sel,  un « corps » carré et un « cou » rappelle celle du pigeonnier, ou tour des pigeons : une construction des zones rurales qui sert à recueillir les excréments des pigeons, considérés comme un excellent engrais. Son col étroit empêche le contenu de se facilement répandre. Il est assez robuste pour transporter de lourds morceaux de sel de roche.

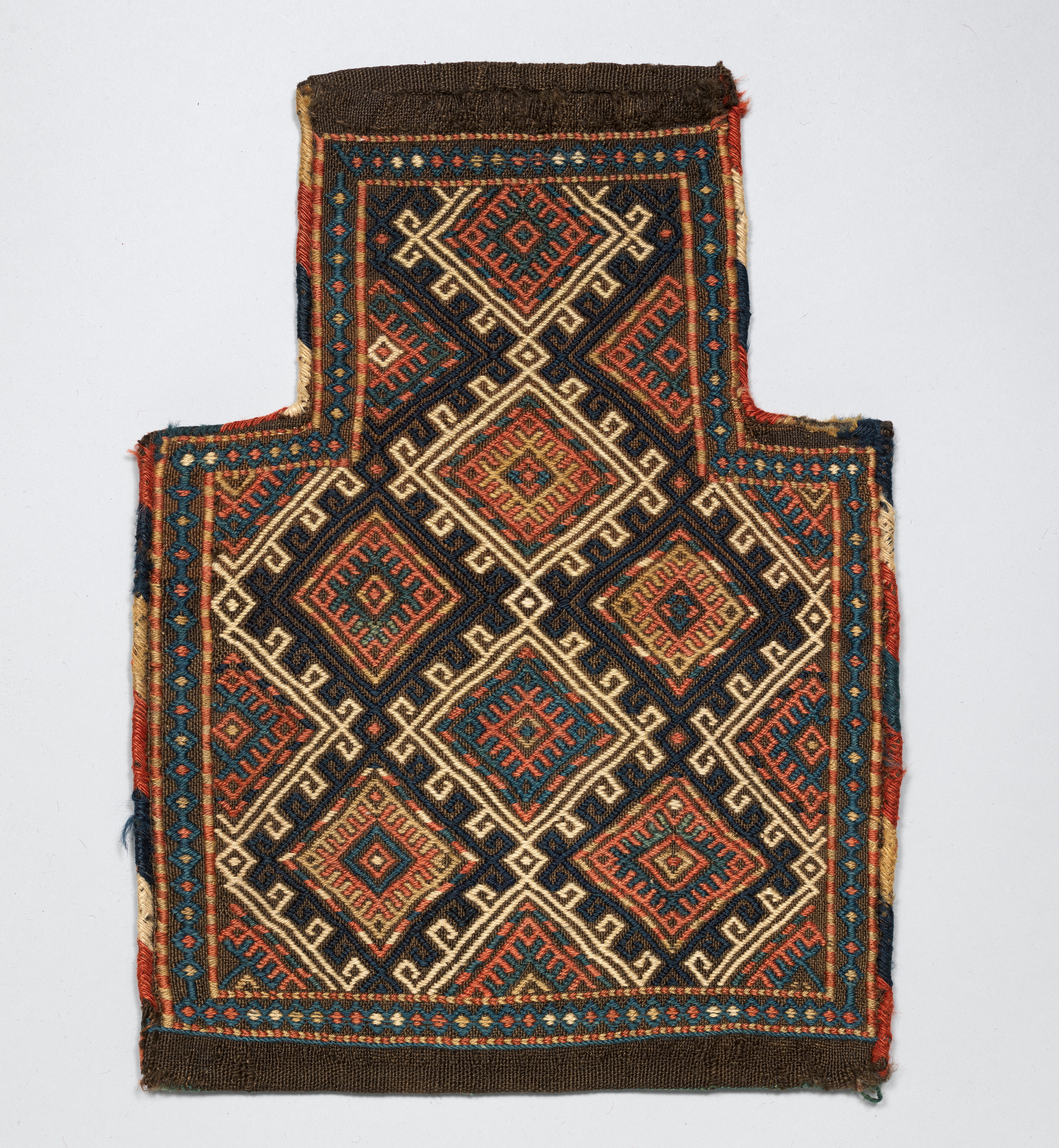
Sac à sel, fin du XIXe siècle, kilim, Iran, (Metropolitan Museum of Art)

« It is the mysterious connection between the tacheh, the prayer rug, and the shepheerds' salt bag »
— Parviz Tanavoli.
        
« Il y a une mystérieuse connexion entre le tacheh, le tapis de prière, et le sac à sel des bergers »

### Utilisation
Ces petits sacs durables ont été faits avec une variété de techniques, de dessins et de couleurs. Tous ces sacs n'ont pas été utilisés uniquement pour le sel, un minéral formé à partir de chlorure de sodium et connu sous le nom de « sel de roche ». Entre autres utilisations du sac: conserver des graines, des fruits secs et transformer le lait en fromage.